# Tarsius niemitzi
Espèce
Statut de conservation UICN

 EN  : En danger
Tarsius niemitzi est une espèce de primates de la famille des Tarsiidae. L'espèce est présente sur les îles Togian indonésiennes, à l'exception de Una Una. Dans son pays d'origine, elle est appelée Bunsing, Tangkasi ou Podi. Le nom vernaculaire anglais proposé est Niemitz's tarsier.

## Caractéristiques
Pour la première description de l'espèce, trois mâles et deux femelles ont été examinés. Les femelles pesaient respectivement 104 et 110 g et avaient des queues de 24,5 et 26,1 cm. Les mâles sont nettement plus lourds, avec 125 à 138 g, et la longueur de leur queue correspond à celle des femelles. En termes de poids et de taille, Tarsius niemitzi ne se distingue donc que du Tarsier pygmée (Tarsius pumilus) et peut-être aussi d'autres koboldmakis des petites îles entourant Sulawesi, par exemple Tarsius sangirensis, mais pas des kobolds maki de Sulawesi. Comme pour le Tarsier de Dian (Tarsius dentatus), la peau de Tarsius niemitzi est sombre. Sa fourrure est également relativement sombre et grise sur le visage. Contrairement aux autres koboldmakis des petites îles autour de Sulawesi, la zone touffue à l'extrémité de la queue n'est pas réduite chez Tarsius niemitzi.
Les chants en duo, typiques des espèces de cobayes de Sulawesi, ont également été détectés chez Tarsius niemitzi. Chez ce dernier, les chants sont structurellement simples et peut-être les plus simples de tous les duos de tarsiers connus. Un cri femelle est suivi de deux ou trois cris mâles.
L'espèce sœur, et donc l'espèce la plus proche de Tarsius niemitzi, est Tarsius lariang, que l'on trouve dans l'ouest de Sulawesi.

## Menaces
La population de Tarsius niemitzi est considérée comme étant en danger.

## Systématique
L'espèce Tarsius niemitzi a été décrite en 2019 par Myron Shekelle (de), Colin Groves, Ibnu Maryanto (d), Russell Alan Mittermeier, Agus Salim (d) et Mark S. Springer (d),.

## Étymologie
Son épithète spécifique, niemitzi, lui a été donnée en l'honneur du biologiste évolutionniste allemand Carsten Niemitz (1945-), universellement reconnu comme le « père des études biologiques sur les tarsiers ».

## Publication originale
- (en) Myron Shekelle, Colin P. Groves, Ibnu Maryanto, Russell A. Mittermeier, Agus Salim et Mark S. Springer, « A New Tarsier Species from the Togean Islands of Central Sulawesi, Indonesia, with References to Wallacea and Conservation on Sulawesi », Primate Conservation, Conservation International, vol. 33,‎ 28 décembre 2019, p. 65-73 (ISSN 0898-6207 et 2162-4232, lire en ligne).